# A1 TV
A1 TV es un canal de televisión por cable que origina su señal en Argentina, principalmente orientado a programas de actualidad y noticias. Es propiedad de Antina.